# Lanatonectria flavolanata
Lanatonectria flavolanata är en svampart som först beskrevs av Berk. & Broome, och fick sitt nu gällande namn av Samuels & Rossman 1999. Lanatonectria flavolanata ingår i släktet Lanatonectria och familjen Nectriaceae.   Inga underarter finns listade i Catalogue of Life.